# Telenovela
De telenovela is een televisiegenre oorspronkelijk afkomstig uit Latijns-Amerika. De grootste producenten van telenovela's zijn Mexico en Brazilië. Ze verwierven een grote populariteit in Latijns-Amerika, Spanje, Portugal en in de Spaanstalige gemeenschap in de Verenigde Staten. Telenovela's zijn te zien in vele landen over de hele wereld.
In tegenstelling tot soapseries lopen telenovela's niet 'oneindig' door, maar vormen een afgerond geheel bestaande uit circa 180 afleveringen, uitgezonden in een periode van 6 tot 8 maanden. In Spanje worden ze ook wel culebrón ("lange slang") genoemd, vanwege de vele wendingen in de plots en het grote aantal afleveringen. De verhaallijn draait vaak om de grote liefde tussen een rijke man en een arme, aantrekkelijke vrouw. De rijke familieleden bemoeien zich ermee om de twee uit elkaar te drijven en de rijke partner te koppelen aan een evenzo fortuinlijke partij, niet zelden uit eigenbelang. De meeste telenovela's hebben een happy end: uiteindelijk overwint de liefde.
De term telenovelle heeft ook en vooral betrekking op vergelijkbare langlopende series in andere talen, soms bestemd voor de jeugd, maar doorgaans met een romantisch-dramatische inslag.

## Europese telenovelles

### Telenovelles in Vlaanderen

#### Eén
- Emma (2007)

#### Ketnet
- Amika (2008-2011)
- De Elfenheuvel (2011-2013)

#### VTM
- Sara (2007-2008)
- LouisLouise (2008-2009)
- David (2009-2010)
- Ella (2010-2011)
- Lisa (2021-2023)
- Milo (2024)

#### Vijftv
- Love is in the air (2006)

### Telenovelles in Nederland

#### Tien
- Lotte (2006-2007)

#### YorinenRTL 8
- Bon bini beach (Yorin in 2002/2003, RTL 8 in 2007/2008)

### Telenovelles in Duitsland

#### ARD
- Rote Rosen
- Sturm der Liebe

## Latijns-Amerikaanse telenovelles

### Telenovelas in Argentinië
- Las Estrellas (2017-2018)

### Telenovelas in Colombia
- Yo soy Betty, la fea (1999-2001)

### Telenovelles in de Verenigde Staten
- Fashion House (2006)